# Francesco, giullare di Dio
Francesco, giullare di Dio è un film del 1950 diretto da Roberto Rossellini che mette in scena alcuni episodi tratti da I fioretti di san Francesco e La vita di frate Ginepro (uno dei discepoli del santo di Assisi). Per mettere in luce aspetti inconsueti della vita francescana il regista si avvalse anche della conoscenza in materia dello storico francescano Arnaldo Fortini. Si tratta di episodi slegati tra loro, se non per il fatto che i frati fanno capo alla Porziuncola di Santa Maria degli Angeli.

## Elenco degli episodi
- Rivotorto occupato dall'asino
- La nuova casetta e frate Ginepro
- Preghiera di Francesco e arrivo di Giovanni il semplice
- Elogio di frate Fuoco
- Meravigliosa cena con sorella Chiara[1]
- Francesco bacia il lebbroso
- Un pranzo per quindici giorni
- Carità di frate Ginepro
- Nuova terribile avventura dell'ingenuo frate Ginepro
- Dov'è la perfetta letizia[2]
- Molte sono le vie dei Signore

## Trama
Rossellini, senza preoccuparsi troppo della verosimiglianza storica della messinscena filma gli episodi tradizionalmente narrati a proposito della vita di san Francesco e dei suoi discepoli qui interpretati da veri frati del convento di Maiori. Si potrebbe anzi dire che Francesco non è nemmeno il protagonista del "suo" film, soverchiato com'è dalla presenza dell'ingenuo frate Ginepro che, con l'anziano Giovanni il Semplice, forma una coppia che non stona con l'assunto del film.
Il messaggio di Rossellini è l'elogio della santità, una santità tutt'altro che ieratica, ma basata sulla follia di chi si comporta come un bambino, come un elemento della natura, finendo per scandalizzare i portatori della morale comune.
Frate Ginepro dona a un povero il proprio saio e torna nudo al convento e quando Francesco gli vieta di donare il saio questi, per non disobbedire, suggerisce al successivo povero di rubarglielo. Nell'episodio del tiranno Nicolaio il fraticello si fa martoriare dalla soldataglia e quando il capitano di ventura gli domanda cosa vogliano i seguaci di Francesco ed egli parla di umiltà e di povertà, un consigliere del tiranno afferma "Io questo linguaggio non lo capisco".

## Produzione

Titolo di testa del film

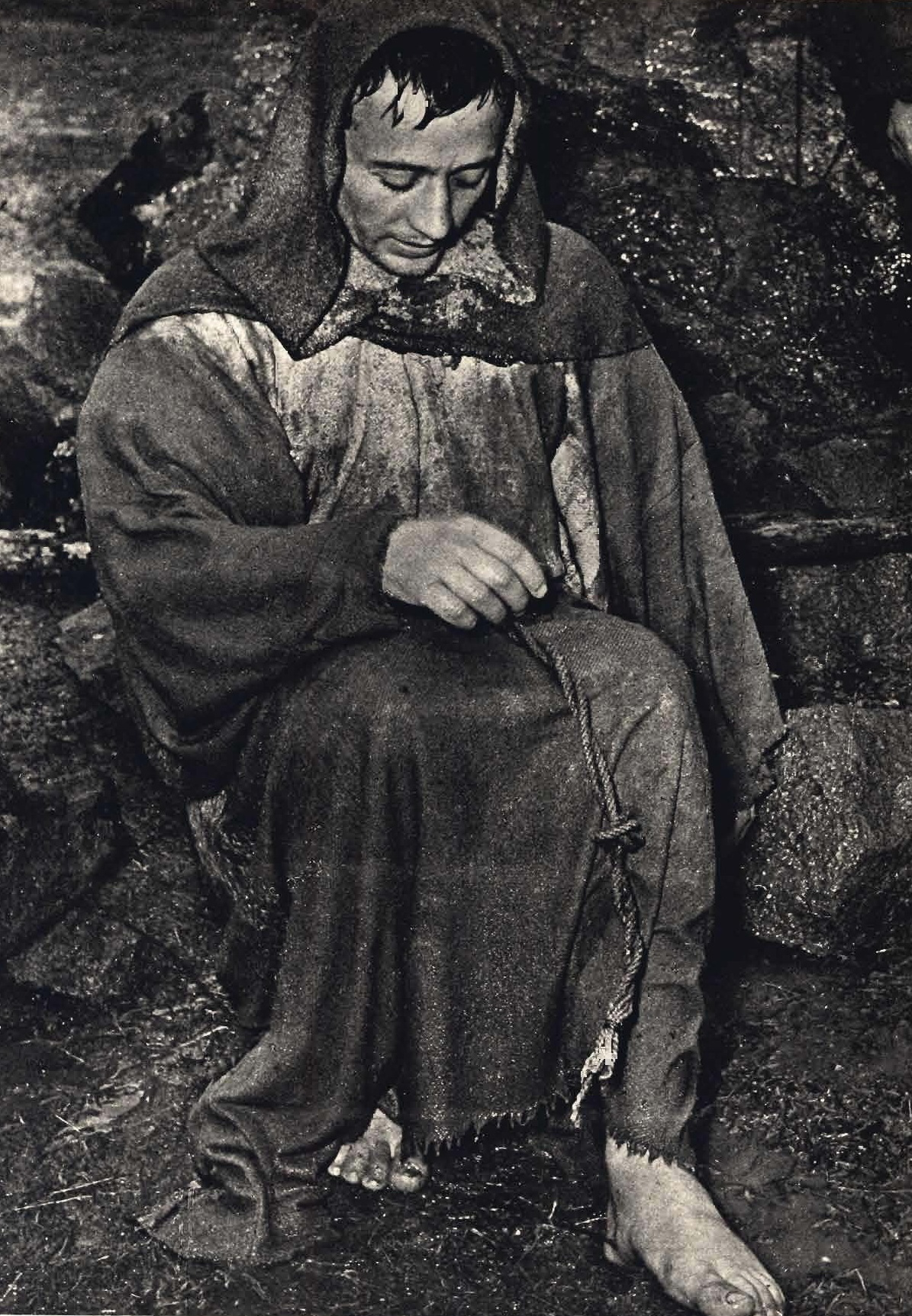
Nazario Gerardi nel ruolo di Francesco

Le fonti per la sceneggiatura, alla quale contribuì anche Federico Fellini, furono soprattutto I fioretti di san Francesco e La vita di frate Ginepro.

## Luoghi delle riprese
Il film è stato girato nei pressi di Oriolo Romano, Mazzano Romano a Sovana (GR) e Manziana.

## Distribuzione
È stato presentato nell'agosto 1950 in concorso all'11ª Mostra internazionale d'arte cinematografica di Venezia assieme a Stromboli (Terra di Dio), quest'ultimo fuori concorso, ma che offuscò Francesco, giullare di Dio ottenendo un maggiore successo.

## Critica
La critica cinematografica non apprezzò molto il film ma in seguito fu meglio considerato in special modo dal critico Guido Aristarco: «...Rinunciando a ogni sviluppo storicistico, a Rossellini non rimaneva che tentare l'elzeviro cinematografico. Ed elzeviri sono infatti i vari episodi: la loro natura è prettamente letteraria e formalistica, ricca di riferimenti pittorici di origini facilmente individuabili, i quali si tramutano spesso in dignitosa calligrafia: come ad esempio nel capitolo dell'incontro di Chiara con Francesco, dove il candore di quei frati, di quei “cari folli” e “amorosi giullari” saltellanti e trepidanti è suggerito con estrema e primitiva semplicità... Negli elementi calligrafici e nella musica risiedono i maggiori valori dell'opera.» 
Luigi Chiarini scrisse: «Il film ha un tono corporeo e umano che riscopre, attraverso la trasfigurazione mistica della leggenda, una realtà toccante perché liberata dalla retorica e dalla letteratura, ma una realtà che diviene terribilmente polemica per chi abbia voglia di esami di coscienza e sia capace di farne»
Pietro Bianchi lo considerò subito un classico; su Candido scrisse: «Qui non c'è il Rossellini che pensa, ma il Rossellini che sente: quello antico insomma, quello di Roma città aperta, di Paisà, della conclusione di Germania anno zero».
Il film costituì fonte d'ispirazione per il cinema di Pier Paolo Pasolini, che nel suo Vangelo secondo Matteo e in Uccellacci e uccellini, riprende in modo evidente i temi e le atmosfere del film di Roberto Rossellini .

## Curiosità
- Il passaggio con cui si apre il film è un verso del Cantico delle creature, letto fuori campo da Renzo Rossellini.